# 関原日記
関原日記（せきがはらにっき）は、江戸時代初期に老中・阿部忠秋によって執筆された編年体歴史書。関ヶ原の戦いを中心として徳川家康の政権掌握の過程を記す。別名・関ヶ原記。全5巻。執筆時期は不詳。現在は写本が内閣文庫に収蔵されている。
豊臣秀吉が死亡した慶長3年（1598年）の初めに起きた楊鏑攻防戦（慶長の役）から、関ヶ原の戦いの戦後処理が終わった慶長6年8月（1601年）までの徳川氏を中心とする諸大名の動向を記している。当時、数多くの関ヶ原の戦いを巡る記録が遺されていたが、諸説があるものについてはこれを併記するなど史料としての価値は高いとされている。